# 豐島區立常盤莊漫畫博物館

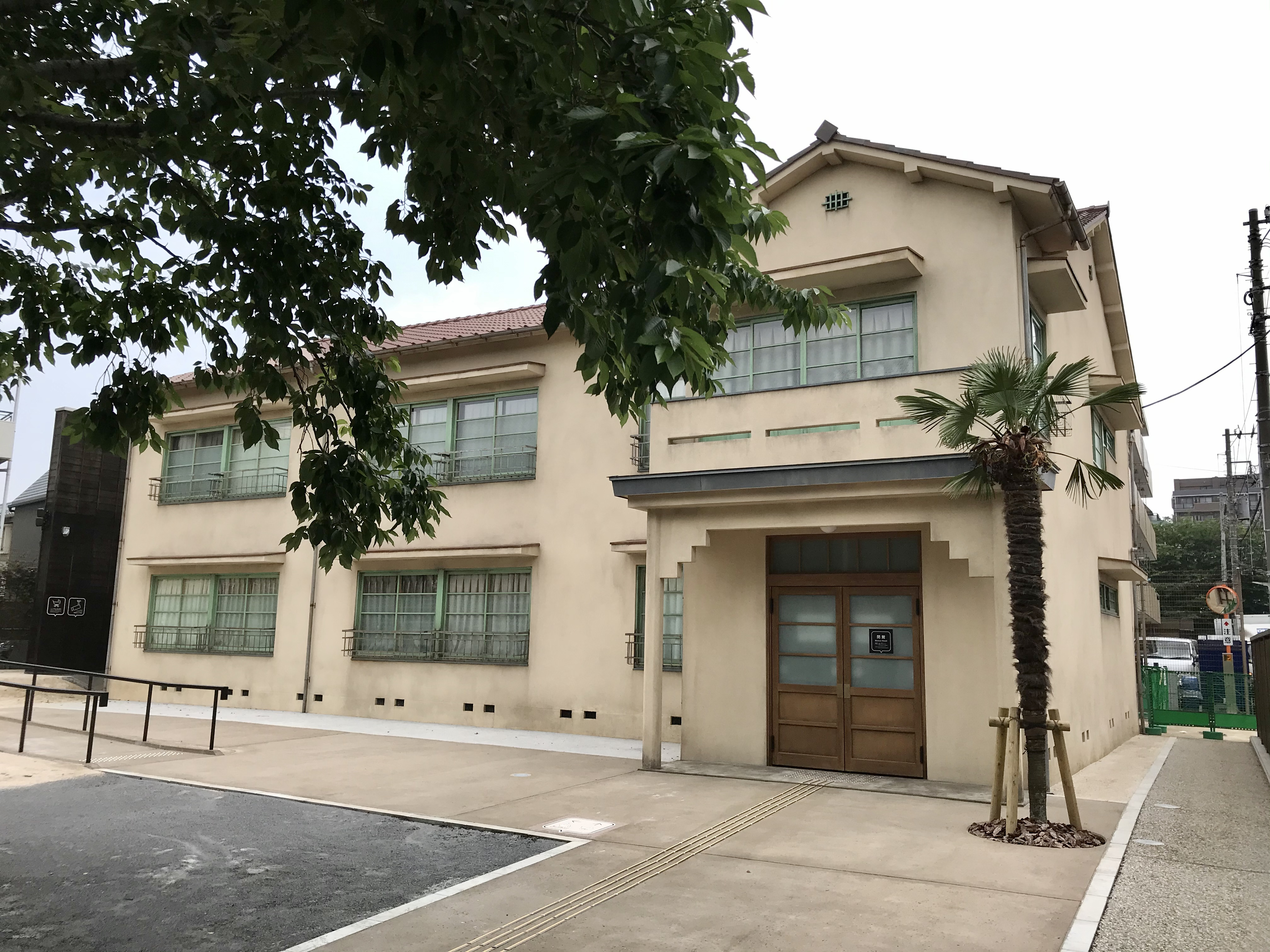
豐島區立常盤莊漫畫博物館

豐島區立常盤莊漫畫博物館（日语：豊島区立トキワ荘マンガミュージアム，としまくりつトキワそうマンガミュージアム）是位於日本東京都豐島區南長崎的一座博物館。這座博物館再現了漫畫家手塚治虫及赤塚不二夫等人年起時曾在東京都豐島區居住的木造公寓常盤莊。該公寓在1982年12月因老化而拆除，但豐島區在2016年發布了博物館的建設構想，並自2019年開始復原。

## 外部連結
- 豊島区立トキワ荘マンガミュージアム
- トキワ荘マンガミュージアム （页面存档备份，存于） - 豊島区